# شوجر
شوجر هي بيئة سطح مكتب حرة مفتوحة المصدر مصصمة للاستخدام من قبل الأطفال بواجهة تعليمية. طورت هذه الواجهة ضمن برنامج محمول لكل طفل حيث كانت الواجهة الافتراضية للمشروع. الواجهة متوفرة على قرص حي وإصبع فلاش كذلك لتعمل على توزيعات لينكس المختلفة  وويندوز وماك أو أس عن طريق المحاكاة. منذ عام 2008 وهذه الواجهة تطور تحت مظلة مختبرات شوجر والتي تعتبر جزء من صيانة البرمجيات الحرة.